# Hiéroglyphe égyptien B3
Le hiéroglyphe égyptien B3 (femme accouchant) est classifiée dans la section B « La Femme et ses occupations » de la liste de Gardiner ; cet hiéroglyphe y est noté B3.

## Représentation
Il représente une femme agenouillée, écartant le bras droit et bras gauche pendant ou aussi écarté, accouchant d'un enfant duquel on aperçoit la tête et les deux bras.

## Utilisation
| ms | s | B3 |

| ms | s | B3 |

« accoucher, donner naissance, mettre au monde, mettre bas (gazelle), pondre (oiseau), naître (de), créer (de dieu), produire (cultures), faire, fabriquer, façonner ».
C'est un déterminatif des mots apparentés.
| B4 |

| B4 |

## Exemples de mots
| ms | s | w&t | B3 |

| ms | s | w&t | B3 |

| N41 | m | s | B3 |

| N41 | m | s | B3 |

| N41 | m | s | B3 | A1 · B1 · Z2 |

| N41 | m | s | B3 | A1 · B1 · Z2 |